# Circuito Femenino ITF - Hong Kong
El Circuito Femenino ITF - Hong Kong es un torneo de tenis profesionales femenino del tenis jugado en exteriores canchas duras. El evento está clasificado como $ 50,000 Circuito Femenino ITF torneo y se llevó a cabo por primera vez en Hong Kong en 2015.

## Finales anteriores

### Individuales
| Años                         | Campeona     | Subcampeona  | Resultado |
| ---------------------------- | ------------ | ------------ | --------- |
| ↓ Torneos de $50,000 event ↓ |              |              |           |
| 2015                         | Bandera de ? | Bandera de ? |           |

### Dobles
| Años                         | Campeona                    | Subcampeona                 | Resultado |
| ---------------------------- | --------------------------- | --------------------------- | --------- |
| ↓ Torneos de $50,000 event ↓ |                             |                             |           |
| 2015                         | Bandera de ? · Bandera de ? | Bandera de ? · Bandera de ? |           |